# Eleocharis angolensis
Eleocharis angolensis är en halvgräsart som beskrevs av H.E.Hess. Eleocharis angolensis ingår i släktet småsäv, och familjen halvgräs. Inga underarter finns listade i Catalogue of Life.